# Thérèse Tréfouël
Thérèse Tréfouël (París, 19 de junio de 1892-9 de noviembre de 1978).de soltera Thérèse Boyer, fue una bioquímica francesa.

## Biografía
Thérèse Boyer estudió en la Universidad de Burdeos y en la Facultad de Ciencias de París. Luego fue asistente de 1921 a 1938, jefa de laboratorio de 1938 a 1954, luego jefa de departamento de 1955 a 1962 en el Laboratorio de química terapéutica del Institut Pasteur, en París.  Fue miembro de la Sociedad de Patología Exótica desde 1927.
Se casó con su colega, Jacques Boyer, el 11 de junio de 1921.
En 1935, junto con Federico Nitti y Daniel Bovet, descubrieron las propiedades terapéuticas de la sulfonilurea. Ambos fueron nominados al Premio Nobel de Química en 1950.

## Publicaciones

### Traducción
- Ernest Fourneau (1935). Synthèses organiques (Léon Palfray, Jacques et Thérèse Tréfouël, trad.) (en francés). Paris: Masson..

### Participación
- Jacques Tréfouël et Thérèse Tréfouël, « Chimiothérapie », dans Victor Grignard, Georges Dupont et René Locquin (dir.), Traité de chimie organique, t. 22, Paris, Masson, 1953, p. 1113-1250.

## Tributo
Entre la calle de Vaugirard, calle Edmond-Guillout y la calle du Docteur-Roux, en el XV distrito de París, fue nombrada la plaza Jacques et Thérèse Tréfouël por decreto municipal de 1987.